# OS X Yosemite
OS X Yosemite（オーエス テン ヨセミテ）は、Appleが開発したMac向けのオペレーティングシステム (OS)。OS Xシリーズの11番目のバージョンである。バージョンナンバーは10.10。OS X Mavericksの後継バージョンとして、2014年10月17日に無料でリリースされた。セキュリティアップデートは2017年7月で終了している。

## 概要
2014年6月3日に開催されたWWDC 2014の基調講演にて発表された。同日、開発者（Macデベロッパープログラム登録者）へデベロッパープレビュー版も配布された。名前は、ヨセミテ国立公園から付けられた。

## 対応環境/システム条件
- iMac（Mid 2007以降）
- MacBook（Late 2008アルミニウム製、またはEarly 2009以降）
- MacBook Pro（Mid/Late 2007以降）
- MacBook Air（Late 2008以降）
- Mac mini（Early 2009以降）
- Mac Pro（Early 2008以降）
- Xserve (Early 2009)

## 特徴
システムフォントがMac OS X v10.0以来採用されてきたLucida GrandeからHelvetica Neueに変更されたほか、付属アプリケーションソフトを含めたフラットデザイン採用の徹底やウインドウの半透明化など、Mavericksから細部にわたるインタフェースの見直しと外見の変更が加えられている。

### iOS 8との連携
電話
iPhoneとの連携で、Macから電話をかけたり受けたりできる。
SMS
MacとiOSデバイスでやりとりできる。
Handoff
MacとiOSデバイスがお互いの近くにあれば、一方のデバイスで行っている作業を、もう一方のデバイスに自動的に引き継ぐ。
Instant Hotspot
iPhoneのインターネット共有をMacから遠隔操作で有効にできる。
AirDrop
MacとiOSデバイスの間でファイル共有ができる。

### 新機能
Safariの改善
Safari 8が搭載され、バッテリーの節約が行われたり、より簡単な共有リンク機能が追加される。
メールの改善
iCloudとの連携で、5GBまでのファイルを添付せずに送信するMail Dropができるようになる。
ファミリー共有
iTunes, iBooks, App Storeのコンテンツの共有を家族間で最大6人まで行うことが可能になる。
iCloud Drive
iCloudと連携したインターネット上の共有ドライブ。旧MobileMeのiDiskのアップデート、iCloud版ともいえる。
通知センター
アップデートされ大幅に強化された
写真
従来のiPhotoにかわる写真アプリケーション
日本語入力プログラム
漢字Talk 7.1 の時代から長らく採用されていた日本語入力プログラム ことえり  が廃止され、新たな日本語入力プログラムに置き換わった。

### 廃止された機能
X11
ユーティリティフォルダに置かれているアプリケーションはダミーとなり、X11が付属しなくなったこと、必要なら有志によるものがダウンロードできる旨表示される。

## バージョン履歴
| バージョン | Build  | リリース日     | Darwinバージョン | アップデート内容                            | アップデータ                        |
| ---------- | ------ | -------------- | ---------------- | ------------------------------------------- | ----------------------------------- |
| 10.10      | 14A389 | 2014年10月16日 | 14.0             | Mac App Storeにてリリース                   |                                     |
| 10.10.1    | 14B25  | 2014年11月17日 | 14.0             | OS X Yosemite v10.10.1 アップデートについて | OS X Yosemite アップデート v10.10.1 |
| 10.10.2    | 14C109 | 2015年1月27日  | 14.1             | OS X Yosemite v10.10.2 アップデートについて | OS X Yosemite アップデート v10.10.2 |
| 10.10.3    | 14D131 | 2015年4月8日   | 14.3             | OS X Yosemite v10.10.3 アップデートについて | OS X Yosemite アップデート v10.10.3 |
| 10.10.4    | 14E46  | 2015年6月30日  | 14.4             | OS X Yosemite v10.10.4 アップデートについて | OS X Yosemite アップデート v10.10.4 |
| 10.10.5    | 14F27  | 2015年8月13日  | 14.5             | OS X Yosemite v10.10.5 アップデートについて | OS X Yosemite アップデート v10.10.5 |